# 薄根川
薄根川（うすねがわ）は、群馬県北東部を流れる、利根川支流の一級河川である。

## 流路
武尊山南面のかつての馬蹄形爆裂火口付近を源流とし、武尊山の代表的な放射谷である川場谷を刻んで川場村中部を南流する。川場湯原地内には1988年に竣工した砂防堰堤 の川場谷ダムがある。新緑と紅葉の名所として知られ、ダム湖の湖面には武尊山が映る。そのやや下流、川場谷沢との合流点付近には仙人が宿るとの言い伝えから名づけられた、三筋の「仙の滝」がある。仙の滝付近からは群馬県道64号平川横塚線（奥利根ゆけむり街道）に沿い、武尊温泉の下流で左岸に赤倉川が合流する。この付近からは南西に向きを変え、小住温泉を過ぎて川場温泉付近からは洪積世には古川場湖であった地帯を進む。この付近では、薄根川同様に武尊山南面の放射谷から下る桜川との間で幅500m、長さ2.5kmの盆地状の扇状地を形成し、耕地や集落が開ける。川場村役場付近には清流公園が整備され、夏には川遊びが楽しめる。後山の北麓に到達すると、山を取り巻くように向きを変え、右岸より桜川、さらに沼田市の市境付近で右岸より溝又川が合流する。川場村の南西端で左岸より田沢川が合流し、沼田市域に入る。左岸は高さ60mほどの河岸段丘の急崖を成し、右岸も5段の河岸段丘を形成する。右岸から発知川が合流し、関越自動車道の長さ164m、高さ63mの薄根川橋をくぐる。左岸の、沼田城跡の急崖とは対照的に、右岸の旧薄根村域は氾濫原が広がる。城跡北方で台地上から流れる滝坂川が左岸から合流し、JR上越線と並行する国道291号の橋梁をくぐる。国道17号沼田バイパスの先の沼田市薄根町地内で、左岸の四釜川とともに利根川の左岸に注ぐ。
『群馬の地名』によると、古くは「川場川」、『利根郡志』によると「臼根川」とも称した。全長17.2 km、流域面積149km2。利根川との合流点は標高約330mで、源流との標高差は1200mほどである。薄根川およびその支流はヤマメやイワナ、マスなどの川魚の釣り場として親しまれ、遊漁期間には遊漁料を納付することにより、利根漁協の遊漁規則に基づいて川釣りを楽しめる。